# Ałtynbek Sułajmanow
Ałtynbek Turdubajewicz Sułajmanow (kirg. Алтынбек Турдубаевич Сулайманов; ur. 24 września 1972 we wsi Szankoł w rejonie Nookat) – kirgiski polityk, deputowany do Rady Najwyższej IV, V oraz VI kadencji.

## Biografia

### Wykształcenie
Ukończył trzy kierunki: prawo na Kirgiskim Narodowym Uniwersytecie, ekonomię na Oszyńskim Uniwersytecie Technologicznym oraz stosunki międzynarodowe na Akademii Dyplomatycznej.

### Kariera polityczna
Po raz pierwszy wybrany do Rady Najwyższej w 2007 z list Ak Dżoł, gdzie sprawował funkcję zastępcy przewodniczącego komitetu do spraw budżetu i finansów. Po raz kolejny wybrany w 2010 z list partii Respublika. Przez całą kadencję pozostawał liderem tej frakcji parlamentarnej. Do 2012 sprawował funkcję przewodniczącego komitetu do spraw ekonomicznej i finansowej polityki. W 2015 ponownie wziął udział w wyborach tym razem startując z listy partii Bir Boł dostając się do Parlamentu, w którym sprawował funkcję lidera frakcji parlamentarnej Bir Boł. W wyborach parlamentarnych w 2020 wystartował z dziesiątego miejsca z listy Bir Boł.